# Средња вас при Камнику
Средња вас при Камнику (словен. Srednja vas pri Kamniku) је насељено место у општини Камник, Средњесловенска регија, Словенија.

## Историја
До територијалне реорганизације у Словенији била је у саставу старе општине Камник.

## Становништво
У попису становништва из 2011. године, Средња вас при Камнику је имала 237 становника.
| Број становника према пописима | Број становника према пописима | Број становника према пописима |
| ------------------------------ | ------------------------------ | ------------------------------ |
| 1991                           | 2002                           | 2011                           |
| 240                            | 214                            | 237                            |

Напомена: До 1955. исказивано под називом Средња вас.